# Gran Premio Ciudad de Eibar 2024
La 6e édition du Gran Premio Ciudad de Eibar a lieu le 26 mai 2024. La course fait partie du calendrier international féminin UCI 2024 en catégorie 1.Pro. Elle est remportée par l'Espagnole Yurani Blanco.

## Équipes
| UCI Women's WorldTeams (3)- Human Powered Health - Movistar Team - Roland Équipes féminines continentales (6)- Bepink-Bongioanni - Canyon//SRAM Generation - Eneicat-CMTeam - Laboral Kutxa-Fundacion Euskadi - Soltec Iberoamérica Costa Cálida - Winspace Équipe féminines amateur (6)- Euskal Selekzioa - Farto-BTC - Massi Baix Ter - Oriako TXE - Vipeq-La Vaca Purpura - Zatika Bike |
| |

## Récit de la course
La météo est mauvaise. Une échappée se forme à mi-course. Le peloton ne parvient pas à s'organiser. Yurani Blanco utilise la dernière difficulté pour s'isoler et s'imposer.

## Classements

### Classement final
| \| Classement général \| Classement général \| Classement général \| Classement général \| Classement général \| \| Coureuse \| Coureuse \| Pays \| Équipe \| Temps \| \| ------------------ \| ------------------ \| ------------------ \| ------------------------------------- \| ------------------ \| \| 1re \| Yurani Blanco \| Espagne \| Laboral Kutxa-Fundación Euskadi \| 3 h 08 min 07 s \| \| 2e \| Usoa Ostolaza \| Espagne \| Laboral Kutxa-Fundación Euskadi \| + 2 s \| \| 3e \| Henrietta Christie \| Nouvelle-Zélande \| Human Powered Health \| + 6 s \| \| 4e \| Mireia Benito \| Espagne \| AG Insurance - Soudal Quick-Step Team \| + 16 s \| \| 5e \| Mareille Meijering \| Pays-Bas \| Movistar Team \| + 23 s \| \| 6e \| Karolina Perekitko \| Pologne \| Winspace \| + 50 s \| \| 7e \| Awen Roberts \| Royaume-Uni \| Canyon//SRAM Generation \| + 1 min 01 s \| \| 8e \| Elena Hartmann \| Suisse \| Roland \| + 1 min 01 s \| \| 9e \| Ane Santesteban \| Espagne \| Laboral Kutxa-Fundación Euskadi \| + 1 min 14 s \| \| 10e \| Paula Patiño \| Colombie \| Movistar Team \| + 1 min 16 s \| |                    |                  |                                       |                 |
| |                    |                  |                                       |                 |
| Source : ProCyclingStats |                    |                  |                                       |                 |
| Classement général |                    |                  |                                       |                 |
| Coureuse | Coureuse           | Pays             | Équipe                                | Temps           |
| 1re | Yurani Blanco      | Espagne          | Laboral Kutxa-Fundación Euskadi       | 3 h 08 min 07 s |
| 2e | Usoa Ostolaza      | Espagne          | Laboral Kutxa-Fundación Euskadi       | + 2 s           |
| 3e | Henrietta Christie | Nouvelle-Zélande | Human Powered Health                  | + 6 s           |
| 4e | Mireia Benito      | Espagne          | AG Insurance - Soudal Quick-Step Team | + 16 s          |
| 5e | Mareille Meijering | Pays-Bas         | Movistar Team                         | + 23 s          |
| 6e | Karolina Perekitko | Pologne          | Winspace                              | + 50 s          |
| 7e | Awen Roberts       | Royaume-Uni      | Canyon//SRAM Generation               | + 1 min 01 s    |
| 8e | Elena Hartmann     | Suisse           | Roland                                | + 1 min 01 s    |
| 9e | Ane Santesteban    | Espagne          | Laboral Kutxa-Fundación Euskadi       | + 1 min 14 s    |
| 10e | Paula Patiño       | Colombie         | Movistar Team                         | + 1 min 16 s    |

### Points UCI
| Position           | 1er | 2e  | 3e  | 4e  | 5e | 6e | 7e | 8e | 9e | 10e | 11e | 12e | 13e | 14e | 15e | 16e à 25e |
| Classement général | 200 | 150 | 125 | 100 | 85 | 70 | 60 | 50 | 40 | 35  | 30  | 25  | 20  | 15  | 10  | 5         |

## Liste des participantes
| Movistar Team MOV | Movistar Team MOV          | Movistar Team MOV |
| ----------------- | -------------------------- | ----------------- |
| Num               | Coureuse                   | Pos               |
| 1                 | Olivia Baril (CAN)         | 14e               |
| 2                 | Sheyla Gutiérrez (ESP)     | 20e               |
| 3                 | Mareille Meijering (NED)   | 5e                |
| 4                 | Paula Patiño (COL) (route) | 10e               |
| 5                 | Laura Ruiz Pérez (ESP)     | 46e               |
| 6                 | Floortje Mackaij (NED)     | 13e               |

| Human Powered Health HPH | Human Powered Health HPH      | Human Powered Health HPH |
| ------------------------ | ----------------------------- | ------------------------ |
| Num                      | Coureuse                      | Pos                      |
| 11                       | Julia Biryukova (UKR)         | 22e                      |
| 12                       | Henrietta Christie (NZL)      | 3e                       |
| 13                       | Kristabel Doebel-Hickok (USA) | 30e                      |
| 15                       | Marit Raaijmakers (NED)       | 12e                      |
| 16                       | Linda Zanetti (SUI)           | 18e                      |

| Roland CGS | Roland CGS                   | Roland CGS |
| ---------- | ---------------------------- | ---------- |
| Num        | Coureuse                     | Pos        |
| 21         | Elena Hartmann (SUI)         | 8e         |
| 22         | Tamara Dronova (RUS) (route) | 23e        |
| 23         | Giorgia Vettorello (ITA)     | 21e        |
| 24         | Anna Kiesenhofer (AUT)       | 26e        |
| 25         | Sylvie Swinkels (NED)        | 44e        |

| Bepink-Bongioanni BPK | Bepink-Bongioanni BPK   | Bepink-Bongioanni BPK |
| --------------------- | ----------------------- | --------------------- |
| Num                   | Coureuse                | Pos                   |
| 31                    | Elisa Valtulini (ITA)   | 15e                   |
| 32                    | Prisca Savi (ITA)       | AB                    |
| 33                    | Selene Colombi (ITA)    | 11e                   |
| 34                    | Beatrice Pozzobon (ITA) | 39e                   |
| 36                    | Cybèle Schneider (SUI)  | 50e                   |

| Canyon//SRAM Generation CSG | Canyon//SRAM Generation CSG   | Canyon//SRAM Generation CSG |
| --------------------------- | ----------------------------- | --------------------------- |
| Num                         | Coureuse                      | Pos                         |
| 41                          | Maude Le Roux (RSA)           | 19e                         |
| 42                          | Anastasiya Kolesava (BLR)     | 31e                         |
| 43                          | Diane Ingabire (RWA) (route)  | AB                          |
| 44                          | Ese Lovina Ukpeseraye (route) | AB                          |
| 45                          | Awen Roberts (GBR)            | 7e                          |
| 46                          | Daniela Schmidsberger (AUT)   | HD                          |

| Eneicat-CMTeam EIC | Eneicat-CMTeam EIC       | Eneicat-CMTeam EIC |
| ------------------ | ------------------------ | ------------------ |
| Num                | Coureuse                 | Pos                |
| 51                 | Valentina Basilico (ITA) | AB                 |
| 52                 | Alessia Bulleri (ITA)    | 41e                |
| 53                 | Alice Coutinho (FRA)     | 36e                |
| 54                 | Daniela Campos (POR)     | HD                 |
| 55                 | Andrea Alzate (COL)      | AB                 |
| 56                 | Ariana Gilabert (ESP)    | 16e                |

| Laboral Kutxa-Fundación Euskadi LKF | Laboral Kutxa-Fundación Euskadi LKF | Laboral Kutxa-Fundación Euskadi LKF |
| ----------------------------------- | ----------------------------------- | ----------------------------------- |
| Num                                 | Coureuse                            | Pos                                 |
| 61                                  | Yurani Blanco (ESP)                 | 1re                                 |
| 62                                  | Idoia Eraso (ESP)                   | AB                                  |
| 63                                  | Usoa Ostolaza (ESP)                 | 2e                                  |
| 64                                  | Lourdes Oyarbide (ESP)              | 17e                                 |
| 65                                  | Ane Santesteban (ESP)               | 9e                                  |
| 66                                  | Eneritz Vadillo (ESP)               | HD                                  |

| Soltec Iberoamérica Costa Cálida STC | Soltec Iberoamérica Costa Cálida STC | Soltec Iberoamérica Costa Cálida STC |
| ------------------------------------ | ------------------------------------ | ------------------------------------ |
| Num                                  | Coureuse                             | Pos                                  |
| 82                                   | Nuria Tauler (ESP)                   | AB                                   |
| 83                                   | Milagro Mena (CRC)                   | AB                                   |
| 84                                   | Alicja Ulatowska (POL)               | AB                                   |
| 85                                   | Manuela Muresan (ROU)                | 45e                                  |
| 86                                   | Laura Guardeño (ESP)                 | AB                                   |

| Winspace WIN | Winspace WIN             | Winspace WIN |
| ------------ | ------------------------ | ------------ |
| Num          | Coureuse                 | Pos          |
| 91           | Noémie Abgrall (FRA)     | 24e          |
| 92           | Marine Allione (FRA)     | 25e          |
| 93           | Karolina Perekitko (POL) | 6e           |
| 95           | Florence Normand (CAN)   | 28e          |
| 96           | Constance Valentin (FRA) | 27e          |

| Espagne ESP | Espagne ESP              | Espagne ESP |
| ----------- | ------------------------ | ----------- |
| Num         | Coureuse                 | Pos         |
| 101         | Maria Banlles Santamaria | 42e         |
| 102         | Mireia Benito            | 4e          |
| 103         | Isabel Ferreres Navarro  | HD          |
| 104         | Ziortza Isasi            | HD          |
| 105         | Laura Rodriguez          | HD          |
| 106         | Carolina Vega            | AB          |

| Massi Baix Ter MAT | Massi Baix Ter MAT    | Massi Baix Ter MAT |
| ------------------ | --------------------- | ------------------ |
| Num                | Coureuse              | Pos                |
| 111                | Mireia Trias (ESP)    | 48e                |
| 112                | Ainara Albert (ESP)   | 43e                |
| 113                | Ingrid Ruiz (ESP)     | 32e                |
| 114                | Laia Colome (ESP)     | HD                 |
| 115                | Marta Romance (ESP)   | 49e                |
| 116                | Natalia Ovejero (ESP) | HD                 |

| Zatika Bike ___ | Zatika Bike ___       | Zatika Bike ___ |
| --------------- | --------------------- | --------------- |
| Num             | Coureuse              | Pos             |
| 121             | Olatz Marquet (ESP)   | 47e             |
| 122             | Nahia Imaz (ESP)      | 38e             |
| 123             | Garazi Bergara (ESP)  | HD              |
| 124             | Ziortza Ortiz (ESP)   | HD              |
| 125             | Olatz Gabilondo (ESP) | HD              |
| 126             | Lur Zufiria (ESP)     | 37e             |

| Farto-BTC ___ | Farto-BTC ___           | Farto-BTC ___ |
| ------------- | ----------------------- | ------------- |
| Num           | Coureuse                | Pos           |
| 131           | Isabella Bertold (CAN)  | 29e           |
| 132           | Ariadna Gutiérrez (MEX) | 33e           |
| 133           | Andrea Martinez (MEX)   | 40e           |
| 134           | Odette Lynch (AUS)      | AB            |
| 135           | Laura Mira (ESP)        | AB            |
| 136           | Elena Cuenca (ESP)      | AB            |

| Oriako TXE ___ | Oriako TXE ___         | Oriako TXE ___ |
| -------------- | ---------------------- | -------------- |
| Num            | Coureuse               | Pos            |
| 142            | Maddi Arizmendi (ESP)  | AB             |
| 143            | Irene Dravasa (ESP)    | AB             |
| 144            | Marina Fernandez (ESP) | AB             |
| 145            | Haizea Telleria (ESP)  | AB             |
| 146            | Sofia Balaeva (RUS)    | 35e            |

| Vipeq-La Vaca Purpura ___ | Vipeq-La Vaca Purpura ___ | Vipeq-La Vaca Purpura ___ |
| ------------------------- | ------------------------- | ------------------------- |
| Num                       | Coureuse                  | Pos                       |
| 151                       | Daria Fomina (RUS)        | 34e                       |
| 152                       | Liubov Malervein (RUS)    | HD                        |
| 153                       | Estefania Jimenez (ESP)   | AB                        |
| 154                       | Lukene Trujillano (ESP)   | AB                        |
| 155                       | Amara de Galdeano (ESP)   | AB                        |
| 156                       | Mixele Anton (ESP)        | AB                        |

| Euskal Selekzioa ___ | Euskal Selekzioa ___ | Euskal Selekzioa ___ |
| -------------------- | -------------------- | -------------------- |
| Num                  | Coureuse             | Pos                  |
| 161                  | Maitane Arana (COL)  | AB                   |
| 162                  | Nahia Arana (ESP)    | AB                   |
| 163                  | Olatz Camino (ESP)   | HD                   |
| 164                  | Maria Modenes (ESP)  | HD                   |
| 165                  | Itxaso Plaza (ESP)   | HD                   |
| 166                  | Maite Urteaga (ESP)  | 51e                  |

| Movistar Team MOV | Movistar Team MOV          | Movistar Team MOV |
| ----------------- | -------------------------- | ----------------- |
| Num               | Coureuse                   | Pos               |
| 1                 | Olivia Baril (CAN)         | 14e               |
| 2                 | Sheyla Gutiérrez (ESP)     | 20e               |
| 3                 | Mareille Meijering (NED)   | 5e                |
| 4                 | Paula Patiño (COL) (route) | 10e               |
| 5                 | Laura Ruiz Pérez (ESP)     | 46e               |
| 6                 | Floortje Mackaij (NED)     | 13e               |

| Human Powered Health HPH | Human Powered Health HPH      | Human Powered Health HPH |
| ------------------------ | ----------------------------- | ------------------------ |
| Num                      | Coureuse                      | Pos                      |
| 11                       | Julia Biryukova (UKR)         | 22e                      |
| 12                       | Henrietta Christie (NZL)      | 3e                       |
| 13                       | Kristabel Doebel-Hickok (USA) | 30e                      |
| 15                       | Marit Raaijmakers (NED)       | 12e                      |
| 16                       | Linda Zanetti (SUI)           | 18e                      |

| Roland CGS | Roland CGS                   | Roland CGS |
| ---------- | ---------------------------- | ---------- |
| Num        | Coureuse                     | Pos        |
| 21         | Elena Hartmann (SUI)         | 8e         |
| 22         | Tamara Dronova (RUS) (route) | 23e        |
| 23         | Giorgia Vettorello (ITA)     | 21e        |
| 24         | Anna Kiesenhofer (AUT)       | 26e        |
| 25         | Sylvie Swinkels (NED)        | 44e        |

| Bepink-Bongioanni BPK | Bepink-Bongioanni BPK   | Bepink-Bongioanni BPK |
| --------------------- | ----------------------- | --------------------- |
| Num                   | Coureuse                | Pos                   |
| 31                    | Elisa Valtulini (ITA)   | 15e                   |
| 32                    | Prisca Savi (ITA)       | AB                    |
| 33                    | Selene Colombi (ITA)    | 11e                   |
| 34                    | Beatrice Pozzobon (ITA) | 39e                   |
| 36                    | Cybèle Schneider (SUI)  | 50e                   |

| Canyon//SRAM Generation CSG | Canyon//SRAM Generation CSG   | Canyon//SRAM Generation CSG |
| --------------------------- | ----------------------------- | --------------------------- |
| Num                         | Coureuse                      | Pos                         |
| 41                          | Maude Le Roux (RSA)           | 19e                         |
| 42                          | Anastasiya Kolesava (BLR)     | 31e                         |
| 43                          | Diane Ingabire (RWA) (route)  | AB                          |
| 44                          | Ese Lovina Ukpeseraye (route) | AB                          |
| 45                          | Awen Roberts (GBR)            | 7e                          |
| 46                          | Daniela Schmidsberger (AUT)   | HD                          |

| Eneicat-CMTeam EIC | Eneicat-CMTeam EIC       | Eneicat-CMTeam EIC |
| ------------------ | ------------------------ | ------------------ |
| Num                | Coureuse                 | Pos                |
| 51                 | Valentina Basilico (ITA) | AB                 |
| 52                 | Alessia Bulleri (ITA)    | 41e                |
| 53                 | Alice Coutinho (FRA)     | 36e                |
| 54                 | Daniela Campos (POR)     | HD                 |
| 55                 | Andrea Alzate (COL)      | AB                 |
| 56                 | Ariana Gilabert (ESP)    | 16e                |

| Laboral Kutxa-Fundación Euskadi LKF | Laboral Kutxa-Fundación Euskadi LKF | Laboral Kutxa-Fundación Euskadi LKF |
| ----------------------------------- | ----------------------------------- | ----------------------------------- |
| Num                                 | Coureuse                            | Pos                                 |
| 61                                  | Yurani Blanco (ESP)                 | 1re                                 |
| 62                                  | Idoia Eraso (ESP)                   | AB                                  |
| 63                                  | Usoa Ostolaza (ESP)                 | 2e                                  |
| 64                                  | Lourdes Oyarbide (ESP)              | 17e                                 |
| 65                                  | Ane Santesteban (ESP)               | 9e                                  |
| 66                                  | Eneritz Vadillo (ESP)               | HD                                  |

| Soltec Iberoamérica Costa Cálida STC | Soltec Iberoamérica Costa Cálida STC | Soltec Iberoamérica Costa Cálida STC |
| ------------------------------------ | ------------------------------------ | ------------------------------------ |
| Num                                  | Coureuse                             | Pos                                  |
| 82                                   | Nuria Tauler (ESP)                   | AB                                   |
| 83                                   | Milagro Mena (CRC)                   | AB                                   |
| 84                                   | Alicja Ulatowska (POL)               | AB                                   |
| 85                                   | Manuela Muresan (ROU)                | 45e                                  |
| 86                                   | Laura Guardeño (ESP)                 | AB                                   |

| Winspace WIN | Winspace WIN             | Winspace WIN |
| ------------ | ------------------------ | ------------ |
| Num          | Coureuse                 | Pos          |
| 91           | Noémie Abgrall (FRA)     | 24e          |
| 92           | Marine Allione (FRA)     | 25e          |
| 93           | Karolina Perekitko (POL) | 6e           |
| 95           | Florence Normand (CAN)   | 28e          |
| 96           | Constance Valentin (FRA) | 27e          |

| Espagne ESP | Espagne ESP              | Espagne ESP |
| ----------- | ------------------------ | ----------- |
| Num         | Coureuse                 | Pos         |
| 101         | Maria Banlles Santamaria | 42e         |
| 102         | Mireia Benito            | 4e          |
| 103         | Isabel Ferreres Navarro  | HD          |
| 104         | Ziortza Isasi            | HD          |
| 105         | Laura Rodriguez          | HD          |
| 106         | Carolina Vega            | AB          |

| Massi Baix Ter MAT | Massi Baix Ter MAT    | Massi Baix Ter MAT |
| ------------------ | --------------------- | ------------------ |
| Num                | Coureuse              | Pos                |
| 111                | Mireia Trias (ESP)    | 48e                |
| 112                | Ainara Albert (ESP)   | 43e                |
| 113                | Ingrid Ruiz (ESP)     | 32e                |
| 114                | Laia Colome (ESP)     | HD                 |
| 115                | Marta Romance (ESP)   | 49e                |
| 116                | Natalia Ovejero (ESP) | HD                 |

| Zatika Bike ___ | Zatika Bike ___       | Zatika Bike ___ |
| --------------- | --------------------- | --------------- |
| Num             | Coureuse              | Pos             |
| 121             | Olatz Marquet (ESP)   | 47e             |
| 122             | Nahia Imaz (ESP)      | 38e             |
| 123             | Garazi Bergara (ESP)  | HD              |
| 124             | Ziortza Ortiz (ESP)   | HD              |
| 125             | Olatz Gabilondo (ESP) | HD              |
| 126             | Lur Zufiria (ESP)     | 37e             |

| Farto-BTC ___ | Farto-BTC ___           | Farto-BTC ___ |
| ------------- | ----------------------- | ------------- |
| Num           | Coureuse                | Pos           |
| 131           | Isabella Bertold (CAN)  | 29e           |
| 132           | Ariadna Gutiérrez (MEX) | 33e           |
| 133           | Andrea Martinez (MEX)   | 40e           |
| 134           | Odette Lynch (AUS)      | AB            |
| 135           | Laura Mira (ESP)        | AB            |
| 136           | Elena Cuenca (ESP)      | AB            |

| Oriako TXE ___ | Oriako TXE ___         | Oriako TXE ___ |
| -------------- | ---------------------- | -------------- |
| Num            | Coureuse               | Pos            |
| 142            | Maddi Arizmendi (ESP)  | AB             |
| 143            | Irene Dravasa (ESP)    | AB             |
| 144            | Marina Fernandez (ESP) | AB             |
| 145            | Haizea Telleria (ESP)  | AB             |
| 146            | Sofia Balaeva (RUS)    | 35e            |

| Vipeq-La Vaca Purpura ___ | Vipeq-La Vaca Purpura ___ | Vipeq-La Vaca Purpura ___ |
| ------------------------- | ------------------------- | ------------------------- |
| Num                       | Coureuse                  | Pos                       |
| 151                       | Daria Fomina (RUS)        | 34e                       |
| 152                       | Liubov Malervein (RUS)    | HD                        |
| 153                       | Estefania Jimenez (ESP)   | AB                        |
| 154                       | Lukene Trujillano (ESP)   | AB                        |
| 155                       | Amara de Galdeano (ESP)   | AB                        |
| 156                       | Mixele Anton (ESP)        | AB                        |

| Euskal Selekzioa ___ | Euskal Selekzioa ___ | Euskal Selekzioa ___ |
| -------------------- | -------------------- | -------------------- |
| Num                  | Coureuse             | Pos                  |
| 161                  | Maitane Arana (COL)  | AB                   |
| 162                  | Nahia Arana (ESP)    | AB                   |
| 163                  | Olatz Camino (ESP)   | HD                   |
| 164                  | Maria Modenes (ESP)  | HD                   |
| 165                  | Itxaso Plaza (ESP)   | HD                   |
| 166                  | Maite Urteaga (ESP)  | 51e                  |